# Меруцин (Семполенський повіт)
Меруцин (пол. Mierucin) — село в Польщі, у гміні Сошно Семполенського повіту Куявсько-Поморського воєводства.
Населення — 227 осіб (2011).
У 1975-1998 роках село належало до Бидгощського воєводства.

## Демографія
Демографічна структура станом на 31 березня 2011 року:
|          | Загалом | Допрацездатний вік | Працездатний вік | Постпрацездатний вік |
| -------- | ------- | ------------------ | ---------------- | -------------------- |
| Чоловіки | 118     | 26                 | 82               | 10                   |
| Жінки    | 109     | 23                 | 65               | 21                   |
| Разом    | 227     | 49                 | 147              | 31                   |